# ドーファー級ミサイル艇
ドーファー級ミサイル艇（英語: Dhofar Class Missile Boat）は、オマーン海軍のミサイル艇の艦級。イギリスのヴォスパー・ソーニクロフト（VT）社によって4隻が建造された。

## 設計
本級は、1980年に1隻、1981年1月に2隻、1986年1月に1隻の計4隻が発注され、1982年8月から1989年3月にかけて就役した。設計はVT社のプロヴィンス型に基づいており、同じ設計を使用した半姉妹艦としてケニア海軍のニャヨ級が存在する。また、本級をベースとした艦に、カタール海軍のバルザン級がある。
排水量は基準311t・満載394tで、全長は56.7mである。乗員は士官5名を含む45名で、固有の乗員のほかに14名の訓練生を搭乗させることができる。1番艦とそれ以降では搭載する電子装備が異なるため、マスト構造に違いがあった。
機関にはパックスマン社のヴァレンタ 18 RP 200 CM ディーゼルエンジンを4基搭載し、4軸で推進した。出力は資料によって差異があり、15,000hp、17,800hp、18,200hpとする資料がある。また、緊急時および低速航行のために、補助電気モーター2基（200hp）が装備されている。最大速力は38ノット、航続距離は18ノット巡航時で2,000海里であった。

## 装備
兵装は、艦首にオート・メラーラ・コンパット 76mm両用砲を、艦尾にはブレダ社の40mm連装機関砲塔（砲自体はボフォースL70）を搭載している。また、上部構造物後方の主甲板にエグゾセ MM40 艦対艦ミサイルの4連装発射筒（1番艦のみ3連装）を2基、舷側に向けて設置している。このほか、20mm機関砲2基（12.7mm重機関銃2基とする資料もある）を搭載している。
電子装備については各艦で差異があり、火器管制レーダーについては1番艦がスペリー社のシー・アーチャー レーダー、2-4番艦がフィリップス社の9LV 307 I/Jバンドレーダーを搭載している。対空/対水上捜索レーダーについては1番艦がプレッシー社のAWS-4 E/Fバンドレーダー、2-4番艦が同AWS-6を搭載している。航海レーダーは全艦同一だが、レイカル/デッカ社のTM1226Cとする資料とケルビン・ヒューズ社のタイプ1007 ARPA Iバンドレーダーとする資料がある。電子戦・対抗装備としては、レイカル社のカットラス 電波探知機とスコーピオン レーダー妨害装置、ワロップ社のバリケード チャフ/IRフレア発射機がある。

## 運用史
運用の途中で、艦番号がBからZに変更されている。
2023年時点で、1隻が運用中である。

## 同型艦
| 番号    | 艦名                            | 建造所                     | 進水            | 就役           |
| ------- | ------------------------------- | -------------------------- | --------------- | -------------- |
| B10→Z10 | ドーファー Dhofar               | ヴォスパー・ソーニクロフト | 1981年 10月14日 | 1982年 8月7日  |
| B11→Z11 | アル・シャルキャー Al Sharqiyah | ヴォスパー・ソーニクロフト | 1982年 12月2日  | 1983年 12月5日 |
| B12→Z12 | アル・バトナー Al Bat'nah       | ヴォスパー・ソーニクロフト | 1982年 11月4日  | 1984年 1月18日 |
| B13→Z13 | ムサンダム Mussandam            | ヴォスパー・ソーニクロフト | 1988年 3月19日  | 1989年5 月31日 |